# یوزف مارکو
یوزف مارکو (چکی: Jozef Marko; ۲۵ مهٔ ۱۹۲۳ – ۲۶ سپتامبر ۱۹۹۶) بازیکن و مربی فوتبال اهل چکسلواکی بود.
از باشگاه‌هایی که در آن بازی کرده‌است می‌توان به باشگاه فوتبال اسپارتاک ترناوا اشاره کرد.
وی همچنین در تیم ملی فوتبال چکسلواکی بازی کرده‌است.